# Hönze
Hönze ist ein Ortsteil der Gemeinde Sibbesse im Landkreis Hildesheim des Landes Niedersachsen.

## Geografie
Hönze liegt südöstlich der Stadt Gronau (Leine) an der Despe, einem rechten Zufluss der Leine.

## Geschichte
Der Ort wurde als Hönde 1170 erstmals urkundlich erwähnt und erscheint 1294 als Hutcinghese, 1305 Honesse, 1317 Honsen und 1369 als Hotcingessen. Ursprung und Bedeutung des Ortsnamens sind unklar. Historiker Hermann Adolf Lüntzel vermerkt es 1858 auf einer Karte für die Region "um das Jahr 1000" als Hozingingesem. Die Edelherren von Meinersen waren in Hönze begütert. Konrad I. von Meinersen kaufte am 29. Juni 1317 von Bischof Heinrich II. von Hildesheim zwei Vorwerke von je fünf Hufen in Honsen, die zu den bischöflich-hildesheimischen Tafelgütern gehörten, zum freien Nießbrauch und Besitz seiner Frau Gertrud (von Dorstadt) und seines Sohnes Konrad II. auf Lebenszeit; nach deren Tod soll das Gut ohne Ansprüche wieder an den jeweiligen Hildesheimer Bischof zurückfallen (was nach 1343 geschah).
Zu Beginn des 20. Jahrhunderts zählte Hönze 166 Einwohner.
Mit der Gebietsreform vom 1. März 1974 wurde Hönze ein Ortsteil der Gemeinde Sibbesse, die ab dem 1. April 1974 der Samtgemeinde Sibbesse angehörte. Am 1. November wurde die bisherige Samtgemeinde aufgelöst und in die neue Einheitsgemeinde Sibbesse überführt.

## Politik

### Ortsrat und Ortsbürgermeister
Hönze wird auf kommunaler Ebene vom Ortsrat aus Sibbesse vertreten.

### Wappen
Der Entwurf des Kommunalwappens der ehemals selbstständigen Gemeinde Hönze stammt von dem Heraldiker und Wappenmaler Gustav Völker, der sämtliche Wappen in der Region Hannover entworfen hat. Der Gemeinde wurde das Ortswappen am 29. November 1938 durch den Oberpräsidenten der Provinz Hannover verliehen. Der Landrat aus Alfeld überreichte es am 26. Januar 1939.
| Wappen von Hönze | Blasonierung: „In Silber ein roter Schrägrechtsbalken, belegt mit einem silbernen, aus drei ineinandergeschlungenen Spiralen gebildeten Mäanderband, dessen obere Spirale sich nach links, dessen untere sich nach rechts öffnet.“ |
| Wappen von Hönze | Wappenbegründung: Das Dorf Hönze liegt inmitten einer urgeschichtlichen reichbelegten Landschaft, und frühgermanische Hügelgräber befinden sich unweit des Dorfes. Diese Tatsachen lassen die Verwendung des immer wieder in der germanischen Ornamentik benutzten Spiralmäanderbandes im Wappen der Ortschaft Hönze als wohl berechtigt erscheinen. |

## Bauwerke

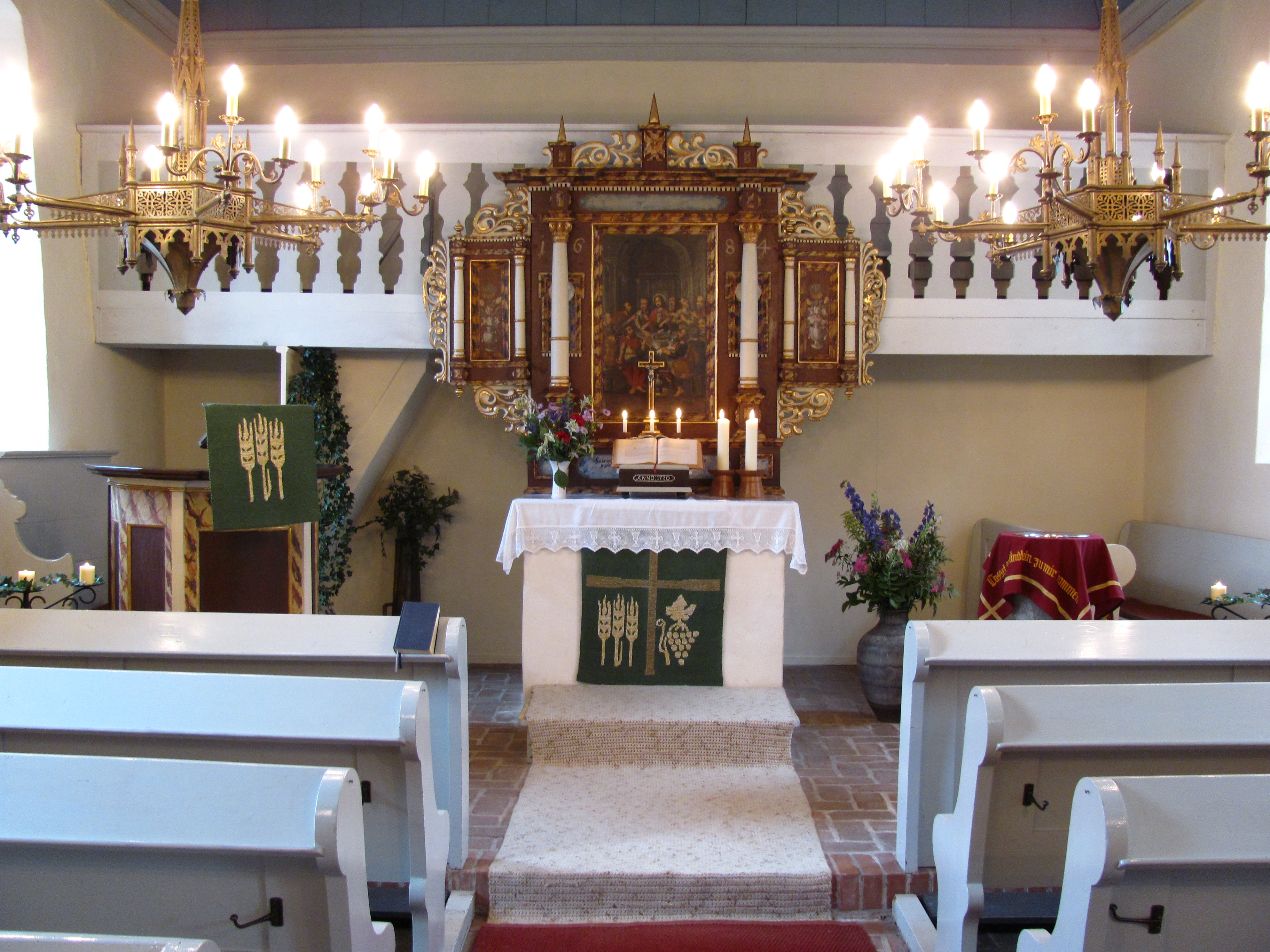
Altar der Kapelle

- Im Ort ist die evangelisch-lutherische St.-Paulus-Kapelle mit einem Satteldach, zwei Strebepfeilern und einem beschieferten Dachreiter sehenswert. Sie wurde 1638, 1753, 1830 sowie ab 1978 renoviert und 1986 wieder eingeweiht.[10] Der Altar der Kapelle, die über ein hölzernes Tonnengewölbe und etwa 50 Sitzplätze verfügt, stammt aus dem Jahr 1684. Ursprünglich befand sich die Kanzel unmittelbar über dem Altar, sie wurde jedoch später links vor ihm aufgestellt.